# Satyre tyrrhénien
Lasiommata paramegaera · Mégère corse
Espèce
Le Satyre tyrrhénien ou la Mégère corse (Lasiommata paramegaera) est une espèce de lépidoptères (papillons) endémique des îles tyrrhéniennes, appartenant à la famille des Nymphalidae et à la sous-famille des Satyrinae.

## Noms vernaculaires
- En français : le Satyre tyrrhénien ou la Mégère corse[1].
- En anglais : Corsican Wall Brown[2].

## Distribution
Endémique des îles tyrrhéniennes, le Satyre tyrrhénien est présent en Corse, en Sardaigne, à Caprera, Capraia et Montecristo.

## Systématique
Ce taxon a été décrit par l'entomologiste allemand Jakob Hübner en 1824.
Il est parfois considéré comme une sous-espèce de l'espèce Lasiommata megera, qui est répandue sur le continent européen mais absente des îles tyrrhéniennes.